# Pseudomasiphya petiolata
Pseudomasiphya petiolata är en tvåvingeart som beskrevs av Thompson 1963. Pseudomasiphya petiolata ingår i släktet Pseudomasiphya och familjen parasitflugor. Inga underarter finns listade i Catalogue of Life.